# Atalanta Bergamasca Calcio 1965-1966
Questa voce raccoglie i dati riguardanti l'Atalanta Bergamasca Calcio nelle competizioni ufficiali della stagione 1965-1966.

## Stagione
Nella stagione 1965-1966 l'Atalanta disputa il campionato di Serie A: con 29 punti in classifica, si piazza al dodicesimo posto. Il campionato non parte bene, e a rimetterci è l'allenatore Ettore Puricelli, a cui subentra dopo otto giornate Stefano Angeleri il quale porta la squadra alla salvezza. L'annata è contraddistinta dall'esordio del giovane Giuseppe Savoldi in prima squadra e dagli otto gol di Enrico Nova, bomber di stagione della squadra.
In Coppa Italia il cammino si interrompe al terzo turno, a causa della sconfitta casalinga contro la SPAL, dopo che nei due turni precedenti i nerazzurri avevano eliminato Verona e Cagliari con altrettante vittorie esterne.
I bergamaschi partecipano anche alla Coppa Piano Karl Rappan, venendo eliminati nel girone eliminatorio, a causa della doppia sconfitta contro il DWS di Amsterdam, della vittoria casalinga, contrapposta alla sconfitta esterna, contro gli svizzeri del Grenchen, e dell'ininfluente doppia vittoria contro i francesi dello Strasburgo.

## Organigramma societario
Area direttiva
- Presidente: Attilio Vicentini

Area tecnica
- Allenatore: Ettore Puricelli, poi Stefano Angeleri (dal 3 ottobre 1965)

## Rosa
| N. |                   | Ruolo | Calciatore            |
| -- | ----------------- | ----- | --------------------- |
|    | Italia (bandiera) | P     | Zaccaria Cometti      |
|    | Italia (bandiera) | P     | Pier Luigi Pizzaballa |
|    | Italia (bandiera) | D     | Angelo Anquilletti    |
|    | Italia (bandiera) | D     | Piero Gardoni         |
|    | Italia (bandiera) | D     | Franco Nodari         |
|    | Italia (bandiera) | D     | Alfredo Pesenti       |
|    | Italia (bandiera) | C     | Pilade Canuti         |
|    | Italia (bandiera) | C     | Domenico Casati       |
|    | Italia (bandiera) | C     | Umberto Colombo       |

| N. |                        | Ruolo | Calciatore          |
| -- | ---------------------- | ----- | ------------------- |
|    | Italia (bandiera)      | C     | Luigi Milan         |
|    | Italia (bandiera)      | C     | Paolo Signorelli    |
|    | Italia (bandiera)      | C     | Giorgio Veneri      |
|    | Italia (bandiera)      | A     | Giancarlo Danova    |
|    | Inghilterra (bandiera) | A     | Gerry Hitchens      |
|    | Italia (bandiera)      | A     | Luciano Magistrelli |
|    | Italia (bandiera)      | A     | Mario Mereghetti    |
|    | Italia (bandiera)      | A     | Enrico Nova         |
|    | Italia (bandiera)      | A     | Giuseppe Savoldi    |

## Risultati

### Serie A

#### Girone di andata
| Arbitro: | Varazzani (Parma) |

|            |           |              |
| Danova 66’ | Marcatori | 30’ De Sisti |

| Bergamo 12 settembre 1965 2ª giornata | Atalanta            | 0 – 0 | Juventus | Stadio Comunale\| Arbitro: \| Francescon (Padova) \| |
| Arbitro:                              | Francescon (Padova) |       |          |                                                      |

| Arbitro: | De Marchi (Pordenone) |

|             |           |  |
| Mazzola 41’ | Marcatori |  |

| Arbitro: | Politano (Cuneo) |

|                            |           |  |
| Veneranda 38’ De Paoli 77’ | Marcatori |  |

| Arbitro: | De Robbio (Torre Annunziata) |

|  |           |                                 |
|  | Marcatori | 70’ Leonardi 88’ (rig.) Barison |

| Cagliari 10 ottobre 1965 6ª giornata | Cagliari         | 0 – 0 | Atalanta | Stadio Amsicora\| Arbitro: \| Gonella (Torino) \| |
| Arbitro:                             | Gonella (Torino) |       |          |                                                   |

| Arbitro: | Francescon (Padova) |

|                                                     |           |          |
| Altafini 6’, 38’, 89’ Gardoni 10’ (aut.) Sivori 83’ | Marcatori | 63’ Nova |

| Bergamo 24 ottobre 1965 8ª giornata | Atalanta          | 0 – 0 | Lazio | Stadio Comunale\| Arbitro: \| Roversi (Bologna) \| |
| Arbitro:                            | Roversi (Bologna) |       |       |                                                    |

| Arbitro: | Righetti (Torino) |

|             |           |            |
| Fontana 15’ | Marcatori | 61’ Danova |

| Arbitro: | Varazzani (Parma) |

|  |           |                            |
|  | Marcatori | 32’ Mereghetti 82’ Pesenti |

| Arbitro: | Gonella (Torino) |

|                                            |           |             |
| Nova 22’ (rig.) 70’ (rig.) 75’, 90’ Danova | Marcatori | 41’ Nielsen |

| Arbitro: | Pieroni (Roma) |

|             |           |  |
| Pesenti 83’ | Marcatori |  |

| Arbitro: | Angonese (Mestre) |

|                                      |           |          |
| Innocenti 26’, 48’ Massei 40’ (rig.) | Marcatori | 73’ Nova |

| Arbitro: | Francescon (Padova) |

|                            |           |                         |
| Hitchens 16’, 54’ Nova 73’ | Marcatori | 62’ Petroni 82’ Facchin |

| Arbitro: | Marchiori (Padova) |

|             |           |  |
| Sormani 42’ | Marcatori |  |

| Arbitro: | De Robbio (Torre Annunziata) |

|                |           |                                     |
| Mereghetti 17’ | Marcatori | 74’ Lazzotti 76’ Micheli 86’ Maioli |

| Arbitro: | Pieroni (Roma) |

|                        |           |             |
| Meroni 40’ Orlando 69’ | Marcatori | 42’ Pesenti |

#### Girone di ritorno
| Arbitro: | D'Agostini (Roma) |

|            |           |  |
| Hamrin 64’ | Marcatori |  |

| Arbitro: | Di Tonno (Lecce) |

|               |           |          |
| Salvadore 90’ | Marcatori | 36’ Nova |

| Arbitro: | Monti (Ancona) |

|  |           |                     |
|  | Marcatori | 41’, 53’ Domenghini |

| Bergamo 13 febbraio 1966 21ª giornata | Atalanta            | 0 – 0 | Brescia | Stadio Comunale\| Arbitro: \| Bernardis (Trieste) \| |
| Arbitro:                              | Bernardis (Trieste) |       |         |                                                      |

| Arbitro: | Varazzani (Parma) |

|               |           |  |
| Tamborini 55’ | Marcatori |  |

| Arbitro: | Roversi (Bologna) |

|              |           |  |
| Hitchens 76’ | Marcatori |  |

| Arbitro: | De Marchi (Pordenone) |

|              |           |  |
| Hitchens 69’ | Marcatori |  |

| Arbitro: | Angonese (Mestre) |

|  |           |            |
|  | Marcatori | 45’ Danova |

| Arbitro: | D'Agostini (Roma) |

|         |           |             |
| Nova 2’ | Marcatori | 13’ Demarco |

| Arbitro: | Marengo (Chiavari) |

|          |           |  |
| Nova 77’ | Marcatori |  |

| Arbitro: | Pieroni (Roma) |

|                        |           |  |
| Pascutti 50’, 57’, 79’ | Marcatori |  |

| Arbitro: | Gonella (Torino) |

|                          |           |  |
| Salvi 76’ Frustalupi 83’ | Marcatori |  |

| Arbitro: | Monti (Ancona) |

|                   |           |  |
| Hitchens 49’, 79’ | Marcatori |  |

| Catania 1º maggio 1966 31ª giornata | Catania             | 0 – 0 | Atalanta | Stadio Cibali\| Arbitro: \| Bernardis (Trieste) \| |
| Arbitro:                            | Bernardis (Trieste) |       |          |                                                    |

| Bergamo 8 maggio 1966 32ª giornata | Atalanta              | 0 – 0 | Milan | Stadio Comunale\| Arbitro: \| De Marchi (Pordenone) \| |
| Arbitro:                           | De Marchi (Pordenone) |       |       |                                                        |

| Arbitro: | Varazzani (Parma) |

|                            |           |  |
| Lazzotti 79’ Oltramari 89’ | Marcatori |  |

| Bergamo 22 maggio 1966 34ª giornata | Atalanta            | 0 – 0 | Torino | Stadio Comunale\| Arbitro: \| Francescon (Padova) \| |
| Arbitro:                            | Francescon (Padova) |       |        |                                                      |

### Coppa Italia
| Arbitro: | Monti (Ancona) |

|  |           |             |
|  | Marcatori | 83’ Savoldi |

| Arbitro: | Di Tonno (Lecce) |

|  |           |                |
|  | Marcatori | 18’ Mereghetti |

| Arbitro: | Barolo (Bassano del Grappa) |

|  |           |                            |
|  | Marcatori | 46’ Massei 90’ Bertuccioli |

### Coppa Piano Karl Rappan
| Bergamo 29 maggio 1966 Gruppo A2 - 1ª giornata | Atalanta | 0 – 1 | DWS |  |

| Strasburgo 4 giugno 1966 Gruppo A2 - 2ª giornata | Strasburgo | 1 – 2         | Atalanta |  |
| \| \| \| \| \| \| Marcatori \| Nova Hitchens \|  |            |               |          |  |
|                                                  |            |               |          |  |
|                                                  | Marcatori  | Nova Hitchens |          |  |

| Bergamo 12 giugno 1966 Gruppo A2 - 3ª giornata        | Atalanta  | 4 – 0 | Grenchen |  |
| \| \| \| \| \| Nova rig.’ Hitchens \| Marcatori \| \| |           |       |          |  |
|                                                       |           |       |          |  |
| Nova rig.’ Hitchens                                   | Marcatori |       |          |  |

| Grenchen 18 giugno 1966 Gruppo A2 - 4ª giornata    | Grenchen  | 3 – 2            | Atalanta |  |
| \| \| \| \| \| \| Marcatori \| Nova Magistrelli \| |           |                  |          |  |
|                                                    |           |                  |          |  |
|                                                    | Marcatori | Nova Magistrelli |          |  |

| Bergamo 25 giugno 1966 Gruppo A2 - 5ª giornata                      | Atalanta  | 6 – 1 | Strasburgo |  |
| \| \| \| \| \| Savoldi Signorelli Nova Novellini \| Marcatori \| \| |           |       |            |  |
|                                                                     |           |       |            |  |
| Savoldi Signorelli Nova Novellini                                   | Marcatori |       |            |  |

| Amsterdam 2 luglio 1966 Gruppo A2 - 6ª giornata | DWS | 1 – 0 | Atalanta |  |

## Statistiche

### Statistiche di squadra
| Competizione | Punti | In casa | In casa | In casa | In casa | In casa | In casa | In trasferta | In trasferta | In trasferta | In trasferta | In trasferta | In trasferta | Totale | Totale | Totale | Totale | Totale | Totale | DR  |
| Competizione | Punti | G       | V       | N       | P       | Gf      | Gs      | G            | V            | N            | P            | Gf           | Gs           | G      | V      | N      | P      | Gf     | Gs     | DR  |
| ------------ | ----- | ------- | ------- | ------- | ------- | ------- | ------- | ------------ | ------------ | ------------ | ------------ | ------------ | ------------ | ------ | ------ | ------ | ------ | ------ | ------ | --- |
| Serie A      | 29    | 17      | 7       | 7       | 3       | 16      | 12      | 17           | 2            | 4            | 11           | 8            | 25           | 34     | 9      | 11     | 14     | 24     | 37     | -13 |
| Coppa Italia |       | 1       | 0       | 0       | 1       | 0       | 2       | 2            | 2            | 0            | 0            | 0            | 2            | 3      | 2      | 0      | 1      | 2      | 2      | 0   |
| Coppa Rappan | 6     | 3       | 2       | 0       | 1       | 10      | 2       | 3            | 1            | 0            | 2            | 3            | 5            | 6      | 3      | 0      | 3      | 14     | 7      | +7  |

### Statistiche dei giocatori
| Giocatore      | Serie A  | Serie A | Coppa Italia | Coppa Italia | Coppa Piano Karl Rappan | Coppa Piano Karl Rappan | Totale   | Totale |
| Giocatore      | Presenze | Reti    | Presenze     | Reti         | Presenze                | Reti                    | Presenze | Reti   |
| -------------- | -------- | ------- | ------------ | ------------ | ----------------------- | ----------------------- | -------- | ------ |
| A. Anquilletti | 32       | 0       | 3            | 0            | 3                       | 0                       | 38       | 0      |
| Bettani        | 0        | 0       | 0            | 0            | 1                       | 0                       | 1        | 0      |
| P. Canuti      | 14       | 0       | 2            | 0            | 6                       | 0                       | 22       | 0      |
| D. Casati      | 19       | 0       | 1            | 0            | 0                       | 0                       | 20       | 0      |
| U. Colombo     | 7        | 0       | 1            | 0            | 0                       | 0                       | 8        | 0      |
| Z. Cometti     | 10       | 0       | 0            | 0            | 6                       | 0                       | 16       | 0      |
| G. Danova      | 28       | 5       | 2            | 0            | 0                       | 0                       | 30       | 5      |
| P. Gardoni     | 24       | 0       | 1            | 0            | 5                       | 0                       | 30       | 0      |
| G. Hitchens    | 33       | 6       | 2            | 0            | 3                       | 2                       | 38       | 8      |
| L. Magistrelli | 16       | 0       | 3            | 0            | 3                       | 1                       | 22       | 1      |
| G. Marchetti   | 0        | 0       | 0            | 0            | 2                       | 0                       | 2        | 0      |
| M. Mereghetti  | 30       | 2       | 3            | 1            | 1                       | 0                       | 34       | 3      |
| L. Milan       | 24       | 0       | 2            | 0            | 6                       | 0                       | 32       | 0      |
| F. Nodari      | 20       | 0       | 3            | 0            | 4                       | 0                       | 27       | 0      |
| E. Nova        | 30       | 8       | 2            | 0            | 6                       | 7                       | 38       | 15     |
| A. Novellini   | 0        | 0       | 0            | 0            | 6                       | 1                       | 6        | 1      |
| A. Pelagalli   | 0        | 0       | 0            | 0            | 5                       | 0                       | 5        | 0      |
| A. Pesenti     | 32       | 3       | 2            | 0            | 1                       | 0                       | 35       | 3      |
| L. Pizzaballa  | 24       | 0       | 3            | 0            | 0                       | 0                       | 27       | 0      |
| Ronchi         | 0        | 0       | 0            | 0            | 2                       | 0                       | 2        | 0      |
| G. Savoldi     | 4        | 0       | 3            | 1            | 2                       | 2                       | 9        | 3      |
| P. Signorelli  | 27       | 0       | 2            | 0            | 5                       | 1                       | 34       | 1      |
| G. Valsecchi   | 0        | 0       | 0            | 0            | 1                       | 0                       | 1        | 0      |
| G. Veneri      | 0        | 0       | 0            | 0            | 3                       | 0                       | 3        | 0      |